# Saint-Germain-sur-Sèves
Saint-Germain-sur-Sèves település Franciaországban, Manche megyében. Lakosainak száma 174 fő (2022. január 1.). Saint-Germain-sur-Sèves Gonfreville, Nay, Périers, Raids, Saint-Sébastien-de-Raids és Terre-et-Marais községekkel határos.

## Népesség
A település népessége az elmúlt években az alábbi módon változott:
| Lakosok száma | 221  | 211  | 221  | 198  | 207  | 195  | 165  | 162  | 161  | 174  |
|               | 1968 | 1982 | 1990 | 2006 | 2013 | 2015 | 2017 | 2019 | 2020 | 2022 |